# (7235) Hitsuzan
(7235) Hitsuzan (1986 UY) – planetoida z pasa głównego asteroid okrążająca Słońce w ciągu 3,36 lat w średniej odległości 2,24 j.a. Odkryta 30 października 1986 roku.